# Joseph Justus Scaliger

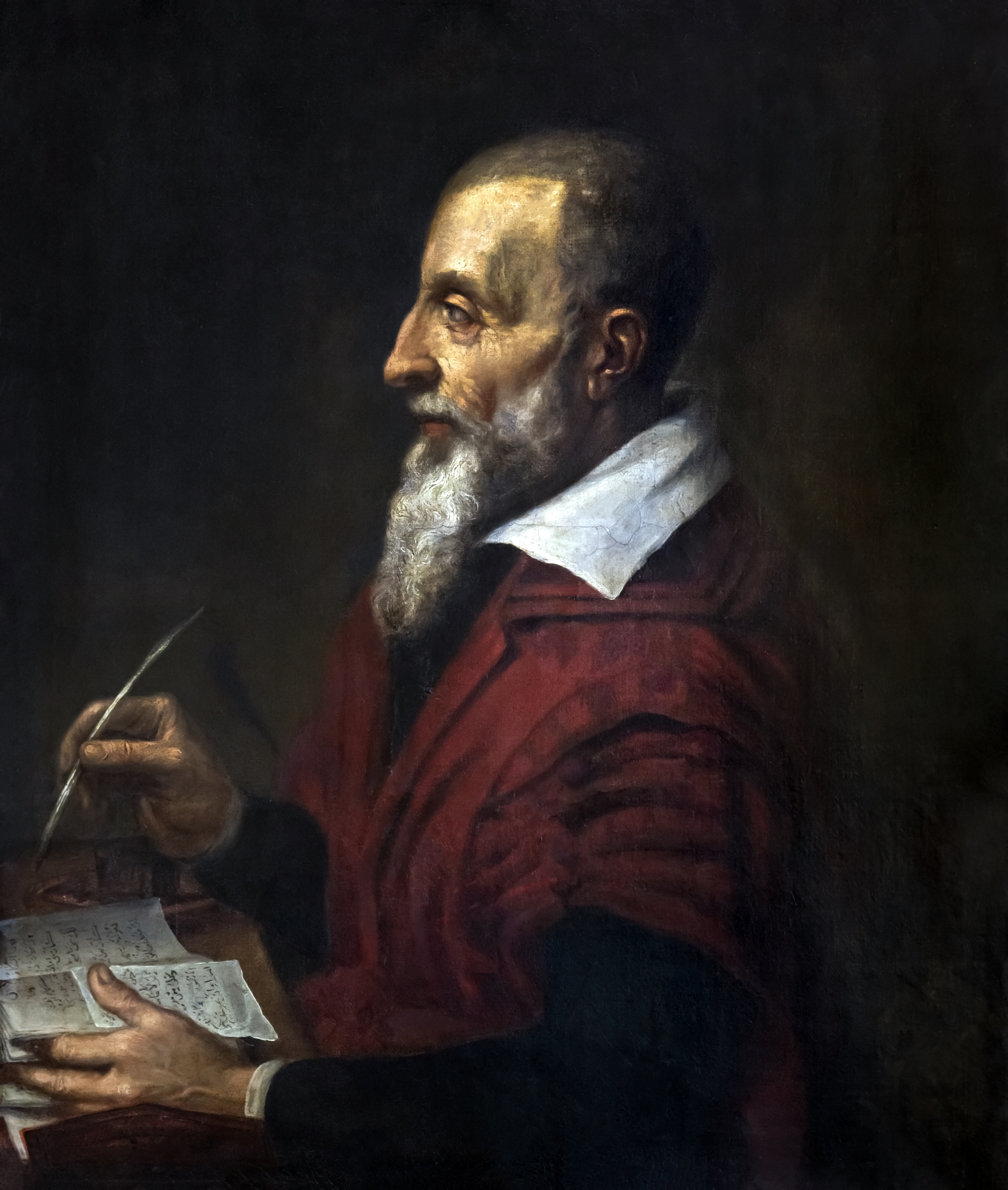
Joseph Justus Scaliger

Joseph Justus Scaliger oder auch Joseph Juste Scaliger (* 5. August 1540 in Agen, heute Département Lot-et-Garonne; † 21. Januar 1609 in Leiden) war das zehnte Kind und der dritte Sohn von Julius Caesar Scaliger und Andiette de Roques Lobejac. Er war einer der bedeutendsten Gelehrten seiner Zeit und machte sich besonders als Philologe und Historiker einen Namen.

## Jugend
Im Alter von 12 Jahren wurde Scaliger gemeinsam mit zwei jüngeren Brüdern auf das Collège de Guyenne in Bordeaux geschickt, das zu der Zeit unter der Leitung von Jean Gélida (1493–1556) stand. Eine Pestepidemie zwang sie 1555 zur Rückkehr nach Agen, wo Joseph in den nächsten Jahren der ständige Begleiter und Sekretär seines Vaters war. Dessen hauptsächlicher Zeitvertreib in seinen späten Jahren war das Verfassen lateinischer Verse, von denen er täglich seinem Sohn 80 bis 100 Zeilen diktierte, manchmal auch mehr. Joseph wurde zudem jeden Tag gebeten, ein Thema oder eine Deklamation auf Latein niederzuschreiben, scheint aber andererseits in anderer Beziehung sich selbst überlassen geblieben zu sein. Die Gesellschaft seines Vaters war für ihn jedoch mehr wert als jede Instruktion. Er lernte von ihm, nicht nur ein Gelehrter zu sein, sondern mehr: ein genauer Beobachter, der nicht den Bezug zur Realität verliert, der sich nicht in korrekter Grammatik erschöpft, sondern sich die Grundlagen der Wissenschaft zum Ziel setzt.
Nach dem Tod seines Vaters 1558 ging er für vier Jahre an die Universität Paris, wo er mit dem Studium der griechischen Sprache bei Adrien Turnèbe begann, das er aber bereits nach zwei Monaten wieder abbrach und zum Autodidakten wurde. Er las Homer in 21 Tagen, anschließend einen Großteil der anderen griechischen Dichter, Redner und Historiker. Gemäß seinen Fortschritten stellte er sich selbst eine Grammatik zusammen. Vom Griechischen ging er auf Vorschlag von Guillaume Postel zur hebräischen Sprache über, folgend zum Arabischen: auf beiden Gebieten erlangte er bemerkenswerte Kenntnisse, ohne jedoch die Meisterschaft zu erreichen, die er im Lateinischen und Griechischen besaß. 1562 trat Scaliger zum Protestantismus über.

## Der Begleiter Chastaigners
Zu dieser Zeit galt in der griechischen Sprache Jean Dorat als Gelehrter neben Turnebus als gleichwertig. Als Lehrer soll er aber talentierter gewesen sein. Ihm verdankt Scaliger den Bezugspunkt für die nächsten 30 Jahre. 1563 empfahl Dorat ihn als Reisebegleitung an Louis de Chastaigner, den jungen Herrn von La Roche Pozay, aus der sich eine enge Freundschaft entwickelte, die bis zu Louis’ Tod 1595 Bestand hatte. Die Reisenden gingen zuerst nach Rom, wo sie auf Muretus (Marc Antoine Muret) trafen, der in seiner Zeit in Bordeaux und Toulouse ein Freund von Julius Caesar Scaliger war und ihn auch mehrmals in Agen besucht hatte. Muretus erkannte bald Scaligers Fähigkeiten und machte ihn mit bedeutenden Männern der Zeit bekannt.
Nachdem Louis und Joseph einen großen Teil Italiens bereist hatten, gingen sie nach England und Schottland, besuchten auf der Reise dorthin wohl auch La Roche Pozay, da Scaligers Vorwort zu seinem ersten Buch Conjectanea in Varronem hier im Dezember 1564 unterzeichnet wurde. Joseph bekam einen ungünstigen Eindruck von den Engländern, er verstand ihr Naturell nicht und fühlte sich ungastlich behandelt. Er war enttäuscht von der geringen Zahl an griechischen Manuskripten und Menschen, die ihm gebildet schienen. Engen Kontakt mit Richard Thomson und anderen englischen Persönlichkeiten bekam er erst Jahre später.
Nach seiner Rückkehr nach Frankreich verbrachte er drei Jahre bei der Familie Chastaigner auf deren Schlössern im Poitou. 1570 nahm er die Einladung von Jacques Cujas an und ging nach Valence, um Recht bei dem bedeutenden Juristen zu studieren. Er blieb drei Jahre, in denen er nicht nur von Cujas’ Vorlesungen, sondern vor allem auch von dessen Bibliothek profitierte, die sich über viele Räume erstreckte und 500 Manuskripte umfasste.
Die Schrecken der Bartholomäusnacht 1572 – er begleitete zu dieser Zeit den Bischof von Valence auf eine Gesandtschaft nach Polen – brachte ihn wie viele andere Hugenotten dazu, nach Genf überzusiedeln, wo er mit offenen Armen aufgenommen wurde. Er wurde zum Professor an der Akademie ernannt, hielt Vorlesungen über das Organon des Aristoteles und Ciceros De finibus, sehr zur Zufriedenheit seiner Studenten, weniger für ihn selbst: Er hasste das Halten von Vorlesungen ebenso wie die Aufdringlichkeit der fanatischen Prediger – 1574 kehrte er nach Frankreich zurück und ließ sich für die nächsten 20 Jahre bei Chastaigner nieder.
Über sein Leben in diesen Jahren geben die Lettres françaises inédites de Joseph Scaliger, herausgegeben von Philippe Tamizey de Larroque (Agen 1881), Auskunft. Im Religionskrieg führte er ein unstetes Leben im Poitou und Limousin. Gelegentlich als Wache eingesetzt, mindestens einmal im Feld gegen die Katholische Liga, ohne Zugang zu Bibliotheken, oft sogar von seinen eigenen Büchern getrennt, scheint sein Leben in dieser Zeit für Studien wenig geeignet gewesen zu sein. Immerhin war er, anders als die meisten Zeitgenossen, frei von finanziellen Sorgen.
Dennoch legt er in seinen Veröffentlichungen aus dieser Zeit eine neue, umwälzende Editionstechnik vor. Seine Ausgaben der Catalecta (1575) des Sextus Pompeius Festus (1575), der Werke Catulls, Tibulls und Properz’ (1577) zeigen die Auseinandersetzung mit der tatsächlichen Bedeutung und Kraft des jeweiligen Autors. Er war der Erste, der fundierte Regeln für Kritik und Emendation niederlegte und anwandte und anstelle einer Reihe willkürlicher Annahmen eine echte Textkritik in Form einer „rationalen Vorgehensweise aufgrund fester Gesetze“ (Mark Pattison) entwickelte.
Scaliger war einer der bedeutendsten zeitgenössischen lateinischen Gelehrten, und seine Ausgabe von Marcus Manilius (1579) und sein De emendatione temporum (1583) erweiterten den Gesichtskreis der Geschichtswissenschaft erheblich: sie zeigten, dass alte Geschichte nicht auf Griechen und Römer beschränkt ist, sondern auch die Perser umfasst, die Babylonier und Ägypter, die bisher als völlig wertlos vernachlässigt worden waren, oder die bis dahin verkannten Israeliten, und dass deren historische Erzählungen, Fragmente und Chronologien kritisch miteinander verglichen werden müssen, um richtige und allgemeingültige Ergebnisse zu erhalten.
Sein Manilius-Kommentar ist eine Abhandlung über antike Astronomie und bildet eine Einleitung zu De emendatione temporum, in dem er im Licht moderner und kopernikanischer Wissenschaft das alte System als der Epoche, dem Kalender und der Rechentechnik der Zeit verhaftet sah.
In den verbleibenden 24 Jahren seines Lebens erweiterte und korrigierte er die Basis, die er im De emendatione ausgebreitet hatte. Mit unglaublicher Geduld, manchmal mit einem fröhlichen Wagemut der Vermutungen, der selbst fast genial ist, gelang es ihm, die verlorene Chronik des Eusebius zu rekonstruieren, eines der wertvollsten Überbleibsel der Antike und von höchstem Wert für die Chronologie dieser Zeit. Er druckte sie 1606 in seinem Thesaurus temporum, in dem er jedes der Chronologie dienende Relikt auf Griechisch oder Latein sammelte, wiederherstellte und arrangierte.
Auf diese Arbeiten gehen die Chronologien zurück, die nach seinem Vater oder einfach nach dem geltenden Julianischen Kalender benannt wurden: die der julianischen Periode und die des julianischen Datums.

## An der Universität Leiden

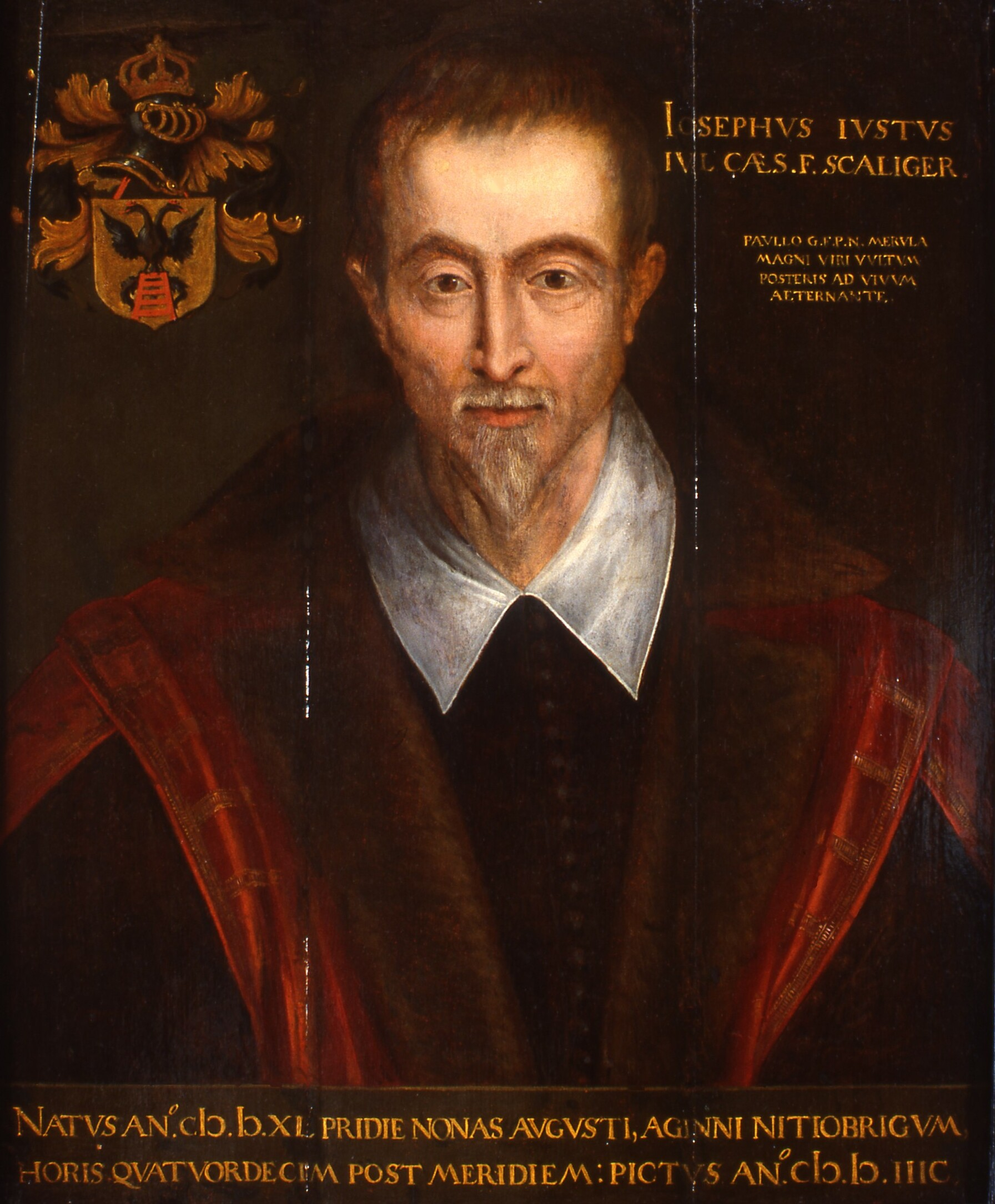
Joseph Justus Scaliger

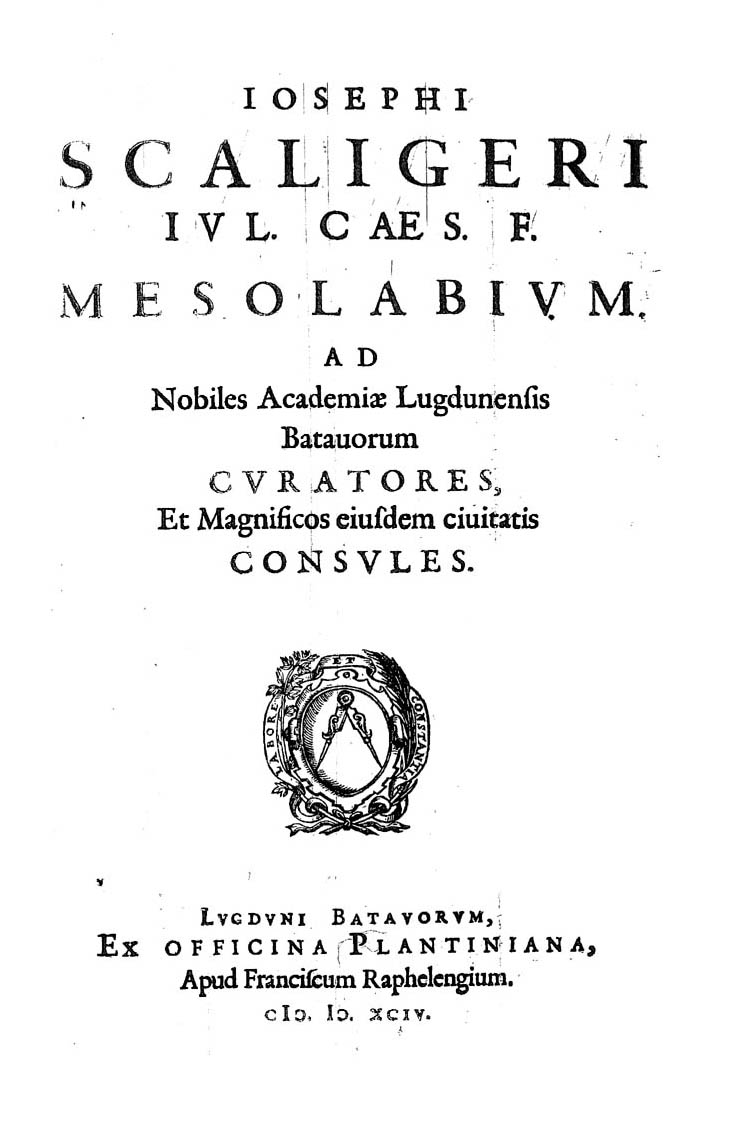
Mesolabium, 1594

Als sich Justus Lipsius 1590 von seinem Lehrstuhl zurückzog, beschlossen die Universität Leiden und ihre Protektoren, der niederländische Generalrat und der Prinz von Oranien, Scaliger zu seinem Nachfolger zu machen – was er jedoch zurückwies, da er weiterhin Vorlesungen ablehnend gegenüberstand und zudem – wie einige seiner Freunde auch – unerschütterlich daran glaubte, dass nach dem Erfolg Heinrichs IV. in Frankreich die Forschung blühen würde und der Protestantismus dabei keinen Hinderungsgrund mehr darstelle. Ein Jahr später wurde die Einladung auf höchst schmeichelhafte Weise erneuert: Scaliger sei nicht verpflichtet, Vorlesungen zu halten, die Universität wünsche nur seine Anwesenheit, er sei in jeder Beziehung Herr seiner Zeit. Dieses Angebot nahm Scaliger vorläufig an, Mitte 1593 brach er in die Niederlande auf, wo er die restlichen 13 Jahre seines Lebens verbrachte, um nie wieder nach Frankreich zurückzukehren. Der Empfang in Leiden bot alles, was er sich wünschen konnte: ein stattliches Einkommen, größtmögliche Rücksichtnahme und die Anerkennung als Prinz von Verona, gemäß der Herkunft, die sein Vater für sich reklamierte. In der Mitte zwischen Den Haag und Amsterdam war er in der Lage, neben den gelehrten Zirkeln in Leiden, die Vorteile der besten Gesellschaft beider Städte zu nutzen, zumal Scaliger kein Bücherwurm, sondern stolz auf seine sozialen Kontakte und ein guter Erzähler war.
In den ersten sieben Jahren seines Aufenthaltes in Leiden war sein Ruf auf seinem Höhepunkt. Seine literarische Führungsrolle stand außer Frage, von seinem Leidener Thron aus regierte er die gelehrte Welt, ein Wort aus seinem Mund konnte Karrieren machen oder verhindern, und er war umgeben von jungen Männern, die begierig waren, ihn zu hören und von den Gesprächen mit ihm zu profitieren. Er ermutigte Hugo Grotius zur Herausgabe von Martianus Capella, obwohl dieser erst 16 Jahre alt war; den frühen Tod des jüngeren Dom beweinte er wie den eines geliebten Sohnes; Daniel Heinsius, sein bevorzugter Schüler, wurde sein engster Freund. Petrus Scriverius, ein weiterer Schüler, gab dessen Gedichtausgaben aus. 
Allerdings hatte Scaliger auch eine ganze Reihe von Feinden. Er hasste Ignoranz, mehr noch Halbwissen, am meisten aber Unehrlichkeit bei der Argumentation und bei Zitaten. Selbst durch und durch ehrbar und ehrlich, brachte er keine Toleranz dem unaufrichtigen Argument und der Falschdarstellung der Fakten derjenigen entgegen, die schrieben, um eine Theorie zu unterstützen oder eine schlecht fundierte Sache zu verteidigen. Sein scharfer Sarkasmus wurde bald denjenigen hinterbracht, auf die er sich bezog, und seine Feder war nicht sanfter als seine Zunge. Er erinnert dabei an seinen Vater und dessen arrogante Art denen gegenüber, die er verschmähte oder hasste – und er verschmähte und hasste alle, die nicht seiner Ansicht waren. Er war sich seiner Macht bewusst und in seinen Äußerungen nicht vorsichtig genug oder nicht liebenswürdig. Er vertraute zu sehr seinem Gedächtnis, das ihn jedoch gelegentlich im Stich ließ. Seine Korrekturen, oft geglückt, waren manchmal absurd. Bei der Festlegung der Grundlagen antiker Chronologie verließ er sich einige Male auf Haltloses, manchmal sogar auf absurde Hypothesen, oft auf eine unvollständige Schlussfolgerung. Gelegentlich missverstand er die Astronomie der Antike, gelegentlich auch die von Nikolaus Kopernikus und Tycho Brahe. Und er war kein Mathematiker.

## Der Sturz
Aber seine Gegner waren nicht bloß solche, deren Irrtümer er aufgedeckt hatte und deren Feindschaft er durch die Gewalt seiner Äußerungen hervorgerufen hatte. Die Ergebnisse seines Systems historischer Kritik standen dem Katholizismus entgegen und der Glaubwürdigkeit vieler Dokumente, auf die dieser sich zu stützen angewöhnt hatte. Die Jesuiten, die danach strebten, die Quelle aller Gelehrsamkeit zu sein, bemerkten, dass die Schriften und die Autorität Scaligers das größte Hindernis bei ihren Bestrebungen waren. Muretus erklärte im späteren Teil seines Lebens strengste Orthodoxie, Lipsius hatte sich mit der römischen Kirche ausgesöhnt, Isaac Casaubon wurde als schwankend betrachtet, nur Scaliger wurde als hoffnungsloser Fall angesehen, und solange seine Oberhoheit außer Frage stand, trugen die Protestanten den Sieg in Forschung und Lehre davon. Ein entschlossener Versuch musste gemacht werden, wenn nicht der Beantwortung seiner Kritik oder der Widerlegung seiner Aussagen, so doch der Zerstörung seines Rufs – keine einfache Aufgabe, zumal seine Moral und sein Charakter absolut makellos waren.
Nach einigen skurrilen Attacken seitens der jesuitischen Partei wurde 1607 ein neuer, erfolgreicher Angriff gestartet. Scaligers schwacher Punkt war sein Stolz. 1594 hatte er seine Epistola de vetustate et splendore gentis Scaligerae et JC Scaligeri vita publiziert. 1601 veröffentlichte Gaspar Scioppius, zu der Zeit im Dienst der Jesuiten, seine Scaliger hypobolimaeus (Der untergeschobene Scaliger), einen vollendet geschriebenen Quartband von mehr als hundert Seiten. Auch der angesehene Humanist Antonio Riccoboni (von Scaliger deshalb als Porcus Riccobonus verunglimpft) steuerte hierzu Forschungsergebnisse bei. In sarkastischem Stil präsentierte Scioppius sämtliche auffindbaren Anstößigkeiten über Scaliger und seine Familie. Der Autor behauptet, 500 Lügen in Scaligers Epistola de vetustate aufzuzeigen, führt dann aber im Wesentlichen auf, dass Scaliger entgegen seiner Anmaßung und entgegen den frühen Berichten seines Vaters nicht zur Familie della Scala gehöre. „Keinen stärkeren Beweis“, sagt Mark Pattison, „kann es zu dem Eindruck geben, der durch diese kräftige Philippika erzeugt wird, die der Diffamierung eines Individuums gewidmet ist, als dass sie die Quelle war, aus der die Biographie Scaligers, so wie sie heute in unseren biographischen Sammlungen steht, hauptsächlich geronnen ist.“ Für Scaliger war der Stoß vernichtend. In seiner Epistola hat er in bestem Glauben und ohne Nachfragen all das wiedergegeben, was er von seinem Vater gehört hatte. Er schrieb sofort eine Antwort auf Scioppius, genannt Confutatio fabulae Burdonum, in für Scaligers Verhältnisse ungewohnt moderatem Ton, die jedoch nicht den gewünschten Erfolg zeitigte.
In seiner Antwort legt Scaliger zweifellos dar, dass Scioppius mehr pfuscht, als er richtigstellt, dass sein Buch vor Lügen und Verleumdungen nur so strotzt. Er kann aber weder einen Beweis für die Abstammung seines Vaters, noch für irgendein Ereignis aus seiner Familie vor seiner Ankunft in Agen erbringen. Auch versucht er nicht einmal eine Widerlegung des entscheidenden Punktes, den Scioppius belegt hatte, nämlich, dass Guglielmo, der letzte Prinz von Verona keinen Sohn Niccolò (oder irgendeinen anderen Sohn) hatte, der Julius’ angeblicher Großvater hätte sein können. Ob nun vollständig oder nicht, die Confutatio hatte keinen Erfolg, der Angriff der Jesuiten war über Erwarten siegreich. Scioppius brüstete sich damit, dass sein Buch Scaliger getötet habe. Die Confutatio war Scaligers letztes Werk. Fünf Monate nach seiner Publikation, am 21. Januar 1609, 4 Uhr morgens, starb er in Heinsius’ Armen.
1970 wurde ein Mondkrater nach ihm benannt. Seit dem Jahr 2000 trägt ein Institut der Universitätsbibliothek Leiden seinen Namen (Scaliger Institut).